# Провкин, Ефим Денисович
Ефим Денисович Провкин (1903—1971) — советский хозяйственный, государственный и политический деятель, Герой Социалистического Труда.

## Биография
Родился 18 января 1903 года в селе Чертково (ныне Бессоновского района Пензенской области). Член ВКП(б).
С 1918 года — на хозяйственной, общественной и политической работе. В 1918—1958 гг. — в Зиминском депо на станции Харик, в Трактовском сельсовете Куйтунского райисполкома, завхоз, управляющий отделением и заместитель директора Иркутского зерносовхоза, заместитель директора Манычского совхоза, управляющий отделением, и. о. директора коноплеменоводческого совхоза № 45 в Пензенской области, участник Великой Отечественной войны, директор Чеботарихинской МТС Куйтунского района Иркутской области.
Указом Президиума Верховного Совета СССР от 11 января 1957 года присвоено звание Героя Социалистического Труда с вручением ордена Ленина и золотой медали «Серп и Молот».
Избирался депутатом Верховного Совета РСФСР 4-го созыва.
Умер 30 апреля 1971 года.